# Lista de prêmios e indicações recebidos por Jota Quest
A lista abaixo compila os prêmios e indicações recebidos pelo Jota Quest, uma banda de pop rock brasileira. A banda nasceu com o nome J. Quest, por inspiração do desenho animado Jonny Quest. Para não serem processados pela Hanna-Barbera, o grupo teve de mudar o nome da banda para Jota Quest no final da década de 1990. Há também uma versão que diz que a alteração foi feita por Tim Maia, que, se referia a banda como Jota Quest. A banda também encontrou inspiração na banda de acid jazz Jamiroquai. Foi por gostar de black music e acid jazz que o baixista PJ e o baterista Paulinho Fonseca resolveram formar uma banda. Em seguida, o guitarrista Marco Túlio Lara e o tecladista Márcio Buzelin juntaram-se ao grupo. Rogério Flausino começou sua atuação no conjunto após ser escolhido num teste com mais de dezoito candidatos.

## Grammy Latino
| Ano  | Categoria                                 | Indicação              | Resultado |
| ---- | ----------------------------------------- | ---------------------- | --------- |
| 2004 | Melhor Álbum Pop Contemporâneo Brasileiro | MTV ao Vivo            | Indicado  |
| 2006 | Melhor Álbum Pop Contemporâneo Brasileiro | Até Onde Vai           | Indicado  |
| 2009 | Melhor Álbum Pop Contemporâneo Brasileiro | La Plata               | Indicado  |
| 2011 | Melhor Álbum Pop Contemporâneo Brasileiro | Quinze                 | Venceu    |
| 2013 | Melhor Álbum de Rock Brasileiro           | Ao vivo no Rock in Rio | Venceu    |
| 2014 | Melhor Álbum Pop Contemporâneo Brasileiro | Funky Funky Boom Boom  | Indicado  |

## MTV Video Music Brasil
| Ano  | Categoria            | Indicação                    | Resultado |
| ---- | -------------------- | ---------------------------- | --------- |
| 1998 | Escolha da Audiência | Onibusfobia                  | Indicado  |
| 1999 | Escolha da Audiência | Sempre Assim                 | Indicado  |
| 2000 | Videoclipe de Rock   | Oxigênio                     | Indicado  |
| 2001 | Escolha da Audiência | O Que Eu Também Não Entendo  | Indicado  |
| 2002 | Videoclipe de Pop    | Na Moral                     | Indicado  |
| 2003 | Escolha da Audiência | Só Hoje                      | Indicado  |
| 2004 | Escolha da Audiência | Mais Uma Vez                 | Indicado  |
| 2004 | Videoclipe de Pop    | Mais Uma Vez                 | Indicado  |
| 2005 | Escolha da Audiência | Além do Horizonte            | Indicado  |
| 2006 | Escolha da Audiência | O Sol                        | Indicado  |
| 2006 | Videoclipe de Pop    | O Sol                        | Venceu    |
| 2007 | Artista do Ano       | Jota Quest                   | Indicado  |
| 2009 | Artista do Ano       | Jota Quest                   | Indicado  |
| 2009 | Videoclipe de Pop    |                              | Indicado  |
| 2011 | Videoclipe do Ano    | É Preciso (A Próxima Parada) | Indicado  |

## Prêmio Multishow
| Ano  | Categoria                  | Indicação             | Resultado |
| ---- | -------------------------- | --------------------- | --------- |
| 1999 | Melhor Música              | Fácil                 | Indicado  |
| 1999 | Melhor Show                | Jota Quest            | Indicado  |
| 1999 | Melhor CD                  | De Volta ao Planeta   | Indicado  |
| 1999 | Melhor Grupo               | Jota Quest            | Indicado  |
| 2000 | Melhor Show                | Jota Quest            | Indicado  |
| 2000 | Melhor Grupo               | Jota Quest            | Indicado  |
| 2001 | Melhor CD                  | Oxigênio              | Indicado  |
| 2001 | Melhor Grupo               | Jota Quest            | Indicado  |
| 2003 | Melhor Música              | Na Moral              | Indicado  |
| 2004 | Melhor Música              | Amor Maior            | Indicado  |
| 2004 | Melhor Show                | Jota Quest            | Indicado  |
| 2004 | Melhor DVD                 | MTV ao Vivo           | Venceu    |
| 2004 | Melhor Grupo               | Jota Quest            | Indicado  |
| 2005 | Melhor Grupo               | Jota Quest            | Indicado  |
| 2006 | Melhor Música              | O Sol                 | Indicado  |
| 2006 | Melhor Show                | Jota Quest            | Indicado  |
| 2006 | Melhor Grupo               | Jota Quest            | Indicado  |
| 2006 | Melhor Instrumentista      | Marco Túlio           | Indicado  |
| 2007 | Melhor Show                | Jota Quest            | Indicado  |
| 2007 | Melhor DVD                 | Até Onde Vai          | Indicado  |
| 2007 | Melhor Instrumentista      | Marco Túlio           | Indicado  |
| 2008 | Melhor Grupo               | Jota Quest            | Indicado  |
| 2008 | Melhor Instrumentista      | Marco Túlio           | Indicado  |
| 2009 | Melhor Clipe               | La Plata              | Indicado  |
| 2009 | Melhor Show                | Jota Quest            | Indicado  |
| 2009 | Melhor CD                  | La Plata              | Indicado  |
| 2009 | Melhor Grupo               | Jota Quest            | Indicado  |
| 2011 | Melhor Instrumentista      | Paulinho Fonseca      | Indicado  |
| 2012 | Melhor Show (Júri popular) | Jota Quest            | Indicado  |
| 2014 | Melhor Música              | Mandou Bem            | Indicado  |
| 2015 | Melhor Música              | Dentro de um Abraço   | Indicado  |
| 2016 | Melhor Música              | Blecaute (com Anitta) | Venceu    |

## Prêmio Contigo! MPB FM
| Ano  | Categoria                | Indicação                       | Resultado |
| ---- | ------------------------ | ------------------------------- | --------- |
| 2012 | Melhor Álbum de Pop/Rock | Quinze                          | Indicado  |
| 2012 | Melhor DVD               | Multishow ao Vivo: Folia & Caos | Indicado  |
| 2014 | Melhor Álbum de Pop/Rock | Funky Funky Boom Boom           | Indicado  |

## Meus Prêmios Nick
| Ano  | Categoria                    | Indicação  | Resultado |
| ---- | ---------------------------- | ---------- | --------- |
| 2003 | Videoclipe Nacional Favorito | Só Hoje    | Venceu    |
| 2006 | Banda Favorita               | Jota Quest | Indicado  |

## Troféu Imprensa
| Ano  | Categoria               | Indicação  | Resultado |
| ---- | ----------------------- | ---------- | --------- |
| 2000 | Melhor Conjunto Musical | Jota Quest | Indicado  |
| 2004 | Melhor Música           | Amor Maior | Indicado  |
| 2004 | Melhor Conjunto Musical | Jota Quest | Indicado  |
| 2005 | Melhor Conjunto Musical | Jota Quest | Indicado  |
| 2007 | Melhor Conjunto Musical | Jota Quest | Indicado  |
| 2008 | Melhor Conjunto Musical | Jota Quest | Indicado  |

## Melhores do Ano
| Ano  | Categoria                    | Indicação  | Resultado |
| ---- | ---------------------------- | ---------- | --------- |
| 2003 | Música de Novela             | Amor Maior | Venceu    |
| 2004 | Melhor Grupo                 | Jota Quest | Venceu    |
| 2007 | Melhor Banda                 | Jota Quest | Venceu    |
| 2008 | Melhor Grupo, Banda ou Dupla | Jota Quest | Indicado  |